# Phewa-See
Der Phewa-See ( Nepali फेवा ताल ) ist ein Süßwassersee im Distrikt Kaski in Nepal. Er ist der zweitgrößte See des Landes.

## Lage
Der See liegt westlich von Pokhara im Tal des ihn durchfließenden Pardi Khola – ein rechter Zufluss der Seti Gandaki – auf etwa 793 m Höhe. Die Höhe des Wasserspiegels variiert in jahreszeitlich bedingten Schwankungen zwischen 793,7 und 795,7 m. Unterhalb des Sees hat sich der Fluss in dem Kalksteinmassiv eine beeindruckende Schlucht mit den Devi’s Falls geschaffen. Einen Kilometer östlich des Staudammes befindet sich der Flughafen Pokharas. Nördlich liegt der 8000er Gipfel des Annapurna-Massivs, das teilweise zum See hin entwässert.

## Beschreibung
Der See hat eine Länge von 4,6 Kilometern, eine Breite von zwei Kilometern und nimmt, je nach Wasserstand, eine Fläche von 4,4 bis 5,2 km² ein. Seine Tiefe wird mit durchschnittlich acht Metern und an der tiefsten Stelle bis zu 19 Metern angegeben. Im Südosten befindet sich eine Insel, die Tal Barahi Insel (Nepali तालबाराही), die den Ajima-Tempel trägt, der der Gottheit Shakti geweiht ist.
Die Wassertemperatur beträgt 13,2 bis 25,5 °C, wodurch der See niemals zufriert.
Der See ist natürlicher Entstehung. Seit 1967 der Pardi Dam gebaut wurde, wird sein Wasserstand jedoch reguliert und die Wasserkraft wird zur Stromerzeugung genutzt.
Der See ist ein beliebtes Naherholungsgebiet für Pokhara und die Tempelinsel zieht viele Pilger an.